# Raul Zelik
Raul Zelik (Múnic, 1968) és un escriptor, periodista, traductor i politòleg alemany.

## Trajectòria

### Escriptura
El 1997 va publicar la seva primera novel·la, titulada Friss und stirb trotzdem (editorial Nautilus), la qual tractava sobre la mort del líder d'extrema dreta Gerhard Kaindl, víctima d'un atac amb rerefons polític en el qual va ser mortalment ferit el 1992. El cas va generar una gran atenció mediàtica a Alemanya els anys 1990.
A partir de 1999, Zelik va publicar diverses novel·les i obres d'assaig sobre Amèrica Llatina, i el 2001 va escriure un guió en col·laboració amb el director de cinema Detlev Buck. El 2005 Zelik va saltar per fi a la fama amb la publicació de la novel·la Berliner Verhältnisse (editorial Blumenbar), la qual fou nominada al premi national de litetatura alemanya Deutscher Buchpreis. Els anys 2000 Zelik va veure diversos dels seus llibres traduïts al castellà i al basc: Venezuela más allá de Chávez (2004, editorial Virus), La Negra (2005, Virus Editorial), Situaciones Berlinesas i Lagun Armatua (ambdós el 2009, Editorial Txalaparta).
El 2007 Zelik va publicar la novel·la Der bewaffnete Freund (editorial Blumenbar), la qual relata el conflicte basc a partir d'una relació desigual d'amistat. La crítica Beatrix Langner del diari Neue Zürcher Zeitung va qualificar el llibre de «sa remei contra els vehements discursos terroristes.» També el 2007, juntament amb Petra Elser, Zelik va traduir el llibre Lagun izoztua de l'escriptor basc Joseba Sarrionandia, publicat en alemany amb el títol de Der gefrorene Mann (editorial Blumenbar). Es tracta d'una de les primeres obres literàries traduïdes directament del basc a l'alemany.
El 2010 va publicar un llibre de converses amb el politòleg marxista Elmar Altvater. En el llibre, els dos autors discuteixen sobre les possibilitats de societats no capitalistes i sobre el fracàs del socialisme d'estat. El 2012, amb la desaparició de l'editorial alemanya Blumenbar, Zelik es va passar a l'editorial Suhrkamp.

### Docència
Paral·lelament a la seva activitat d'escriptor, Zelig exerceix també de sociòleg. Entre 1990 i 1995 va fer estudis de ciències polítiques i estudis llatinoamericans a la Universitat Lliure de Berlín. Des d'aleshores publica regularment articles del seu àmbit científic. El seu principal focus rau sobretot en l'aplicació de conceptes teòrics a l'actual política llatinoamericana. Per exemple, va discutir sobre el concepte d'estat d'emergència desenvolupat pel filòsof Giorgio Agamben, prenent com a exemple Colòmbia o, també, sobre el concepte filosòfic Rizoma desenvolupat pels pensadors francesos Gilles Deleuze i Félix Guattari, en relació amb els moviments socials de Veneçuela. Zelik es va doctorar el 2008 amb un estudi sobre el para militarisme colombià com a exemple d'(in)seguretat informal. A partir de 2005 va fer classes a Berlín, el 2008 fou catedràtic visitant a l'Institut d'Estudis Polítics i Relacions Internacionals de Bogotà. El 2009, es va incorporar a la Universitat Nacional de Colòmbia com a professor de ciències polítiques i va ensenyar teoria política i política internacional a la ciutat de Medellín. Degut a motius familiars, el 2013 va abandonar la seva activitat docent i des d'aleshores viu de nou a Alemanya, exercint l'ofici d'escriptor.

### Militància
Com a periodista, des de mitjans dels anys 1980 viatja sovint a Amèrica Llatina i publica regularment articles als diaris alemanys Freitag, die Zeit i al diari suís WOZ Die Wochenzeitung. A més, també col·labora amb emissions radiofòniques com Westdeutschen Rundfunk o Deutschlandfunk.
Zelik fou activista de l'organització berlinesa Für eine linke Strömung («Per una corrent d'esquerres»). El juny de 2012, va esdevenir militant del partit Die Linke, poc després del congrés del partit a Göttingen.

## Obres publicades
- Friß und stirb trotzdem. Novel·la, 1997. (alemany)
- Kolumbien – Große Geschäfte und staatlicher Terror, amb Dario Azzellini. Assaig, 1999. (alemany)
- La Negra. Novel·la, 2000. (castellà)
- GrenzgängerBeatz. Narracions, 2001. (alemany)
- Made in Venezuela. Notizen zur ‹bolivarianischen Revolution›. Diari polític, 2004. (alemany)
- Bastard - Die Geschichte der Journalistin Lee. Novel·la, 2004. (alemany)
- Berliner Verhältnisse. Novel·la, 2005. (alemany)
- Der bewaffnete Freund. Novel·la, 2007. (alemany)
- Die kolumbianischen Paramilitärs. 'Regieren ohne Staat' oder terroristische Formen der Inneren Sicherheit. Assaig, 2009. (alemany)
- Die Vermessung der Utopie - Mythen des Kapitalismus und die kommende Gesellschaft. Raul Zelik en conversació amb Elmar Altvater. Assaig, 2009. Descarregar Arxivat 2011-05-06 a Wayback Machine. (alemany)
- Situaciones berlinesas. Tafalla: Txalaparta, 2009. ISBN 978-84-8136-538-2 (castellà)
- El amigo armado. Tafalla: Txalaparta, 2010. ISBN 978-84-8136-595-5 (castellà)
- Nach dem Kapitalismus? Perspektiven der Emanzipation oder: Das Projekt Communismus anders denken. Assaig, 2011. (alemany)
- Otros Mundos Posibles? Crisis, gobiernos progresistas, alternativas de sociedad. Assaig, 2012. Descarregar (castellà)
- Der Eindringling. Novel·la, 2012. (alemany)
- Muerte en Kreuzberg. Tafalla: Txalaparta, 2014. ISBN 9788415313861 (castellà)
- Mit PODEMOS zur demokratischen Revolution? Krise und Aufbruch in Spanien. Assaig, 2015. (alemany)
- Paramilitarismo: violencia y transformación social, política y económica en Colombia. Bogotá: Siglo del Hombre editores, 2015. ISBN 978-958-665-344-2 (castellà)
- Continuidad o ruptura. Madrid: Capitán Swing, 2016 ISBN 978-84-945481-3-0[6] (castellà)
- La izquierda abertzale acertó. Editorial Txalaparta, 2017[7] (castellà)
- Spanien – Eine politische Geschichte der Gegenwart, Berlin 2018, ISBN 978-3-86505-744-0 (alemany)
- Die Linke im Baskenland. Eine Einführung, Wien 2019, ISBN 978-3-85476-689-6 (alemany)
- Wir Untoten des Kapitals. Über politische Monster und einen grünen Sozialismus, Suhrkamp, Berlin 2020, ISBN 978-3-518-12746-9. (alemany)